# Battaglia di Tienhaara
La battaglia di Tienhaara è stato un episodio della guerra di continuazione della seconda guerra mondiale durante il quale l'esercito finlandese, dopo aver perso Viipuri cercò di difendere la regione del Tienhaara dall'avanzata dell'Armata Rossa.

## Contesto
Nel giugno 1944, grazie all'offensiva Viipuri-Petroskoi, l'esercito dell'Unione Sovietica aveva travolto le difese finlandesi sull'istmo careliano ed il 20 giugno l'Armata Rossa era alle porte di Viipuri. Le forze finlandesi, prive di sufficienti munizioni e rifornimenti, non erano in grado di reggere l'urto delle unità corazzate sovietiche e si ritirarono disordinatamente.

## La battaglia
Dopo la perdita di Viipuri, il 61. reggimento di fanteria finlandese (composto principalmente da svedesi di lingua finnica), sotto il comando del tenente colonnello Marttinen, venne incaricato di difendere Tienhaara. Grazie al sostegno di un'unità della Luftwaffe Marttinen riuscì a respingere due attacchi sovietici.

## Conseguenze
Il 23 giugno, non essendo riuscito a rompere le linee finlandesi, il maresciallo Leonid Govorov decise che ulteriori tentativi di penetrare in Carelia attraverso Tienhaara avrebbe comportato costi eccessivi in termini di uomini e risorse e preferì concentrare le sue forze nella regione di Tali-Ihantala.